# Florence Jeanblanc-Risler
Florence Jeanblanc-Risler, née le 30 novembre 1957 à Belfort, est une diplomate et haute fonctionnaire française.

## Biographie
Elle a notamment été ambassadrice de France en Nouvelle-Zélande entre 2015 et 2018, au Laos entre 2018 et 2021. Depuis octobre 2022, elle est préfète administratrice supérieure des Terres australes et antarctiques françaises (TAAF).

## Distinctions
- Officier de l'ordre national du Mérite (29 novembre 2023), chevalier du 10 novembre 1998[1],[2].